# Silicon Wadi

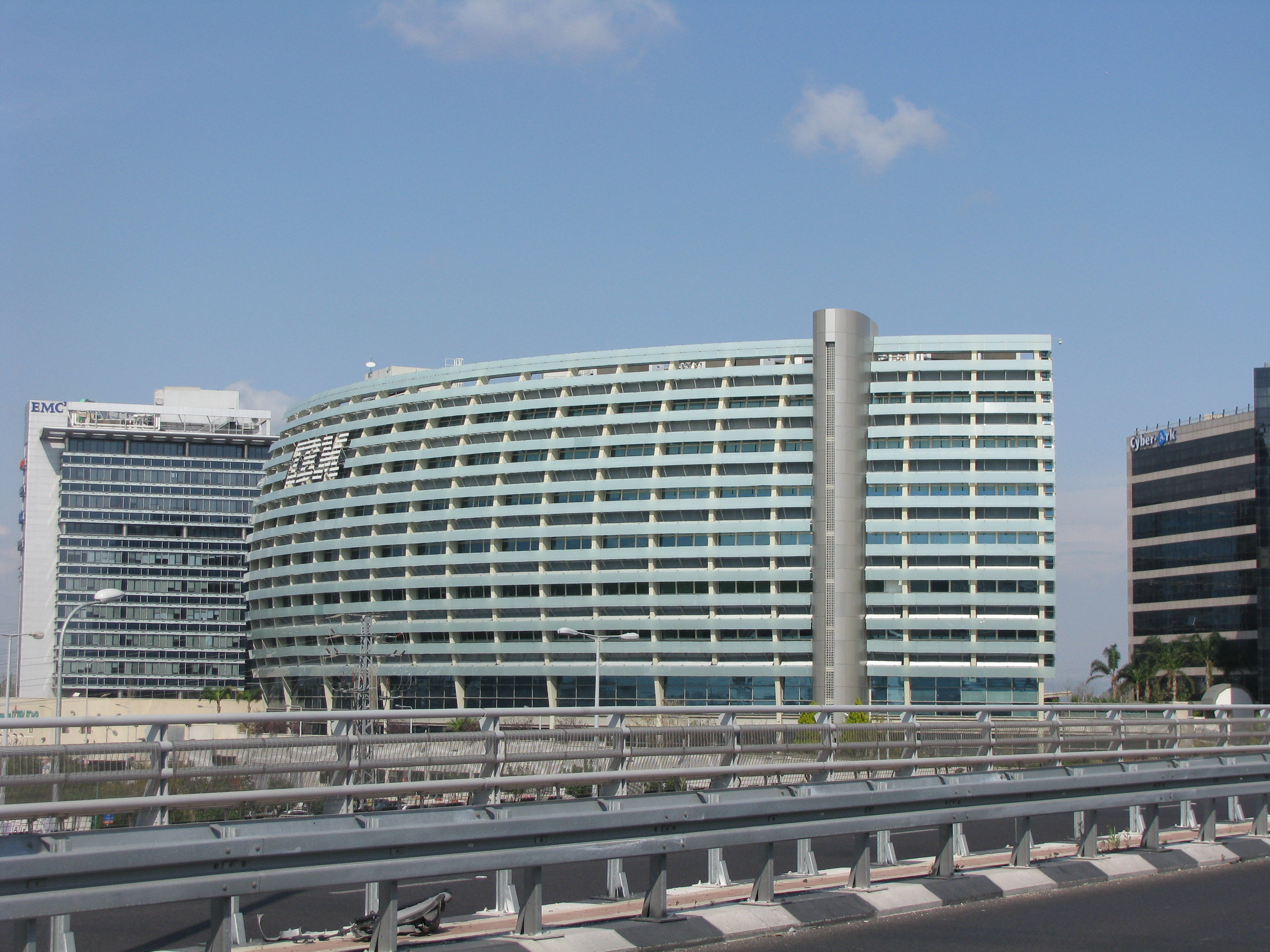
IBM-kantoor in Petach Tiwka

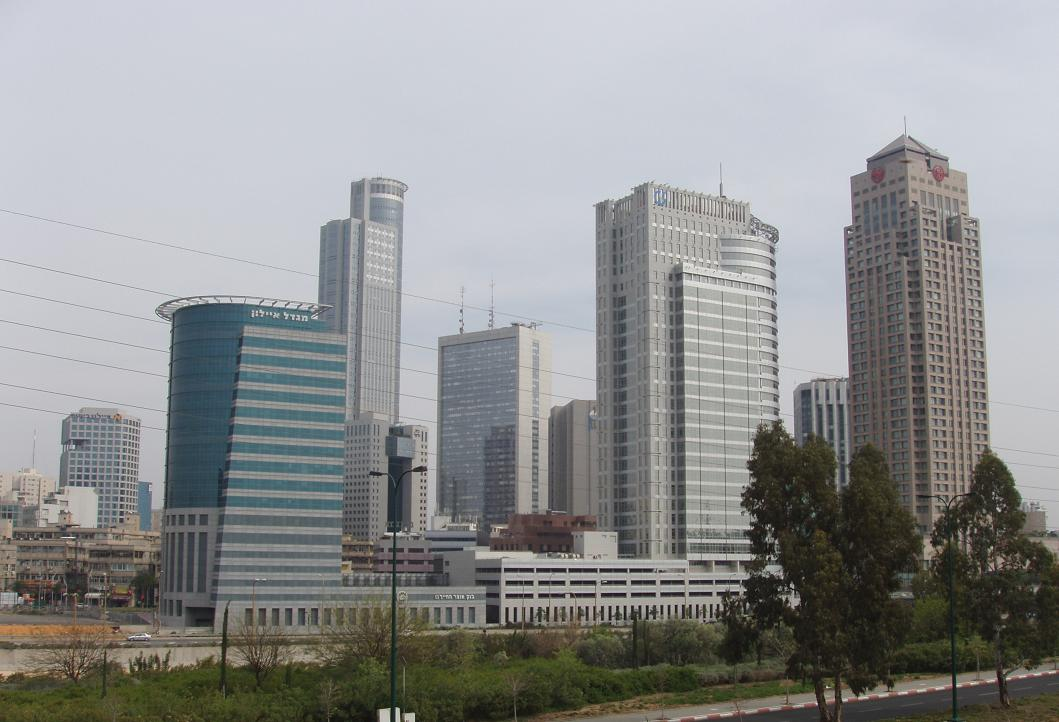
Diamantindustrie in Ramat Gan

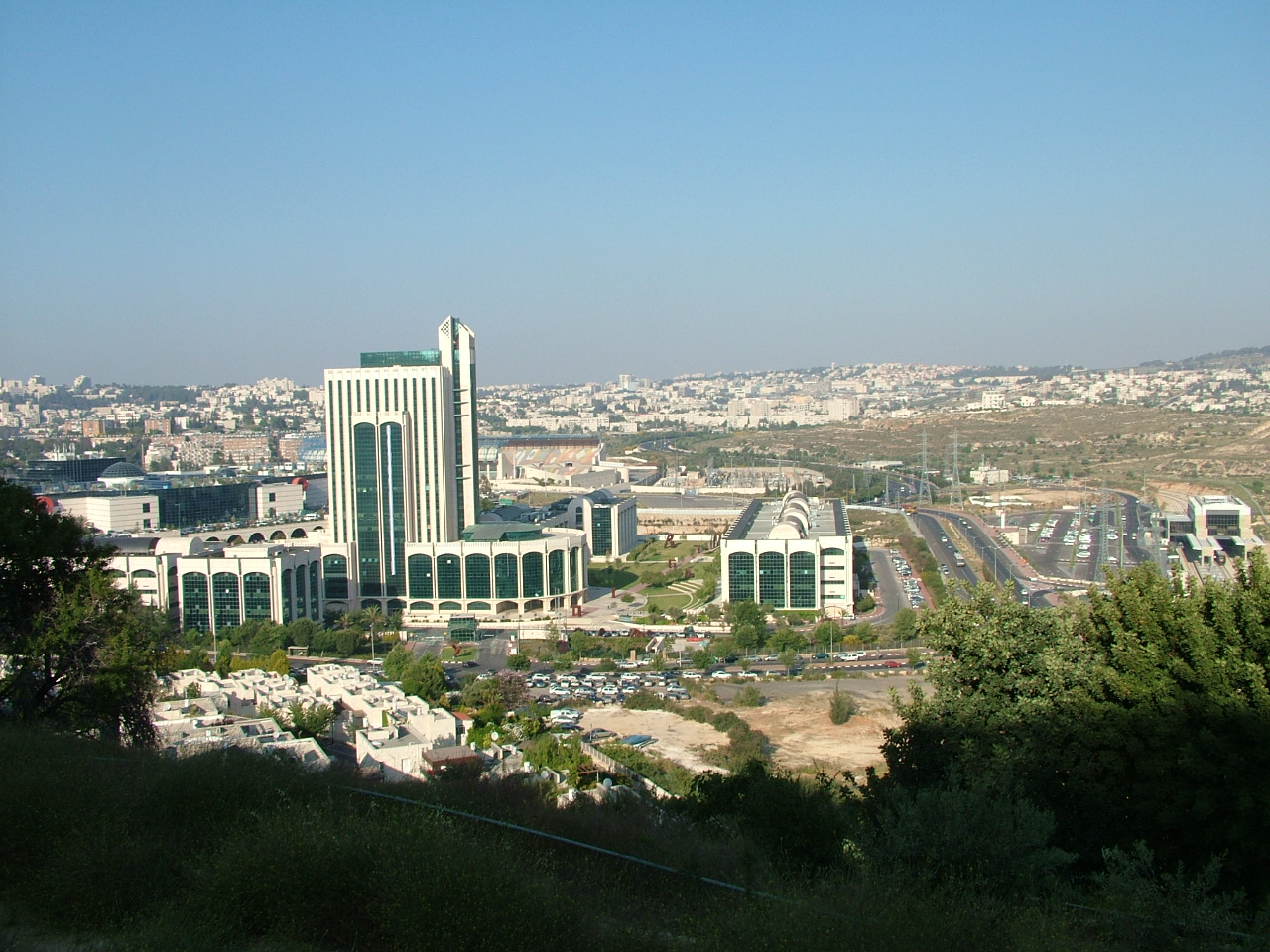
Technologiepark Malha in Jeruzalem

Silicon Wadi (Hebreeuws: סיליקון ואדי) is een gebied met een sterke concentratie van hightechbedrijven in de kustvlakte van Israël, waardoor Israël ook wel Start-Up Nation wordt genoemd. Silicon Wadi strekt zich uit over een groot deel van het land, hoewel een grote concentratie van hightechbedrijven zich bevindt in Tel Aviv en omgeving, inclusief kleinere clusters in Ra'anana, Petach Tikwa, Herzliya, Netanja, Risjon Letsion en de universiteitsstad Rehovot. Andere hightechclusters zijn gesitueerd in Haifa en Caesarea. Recente concentraties van hightechbedrijven zijn ontstaan in Jeruzalem, Jokneam en het private bedrijvenpark Airport City nabij Luchthaven Ben-Gurion.

## Begripsherkomst
Silicon Wadi is een woordspeling afgeleid van de naam van hightechcluster Silicon Valley in Californië. Wadi is een Arabisch woord voor een vallei of een droge rivierbedding, dat ook wordt gebruikt in de Hebreeuwse spreektaal.

## Geschiedenis
De hightechindustrie in Israël ontwikkelde zich vanaf de jaren 60. In 1961 werd ECI Telecom opgericht, in 1962 gevolgd door Tadiran en Elron Electronic Industries. Het aantal internationaal succesvolle bedrijven groeide langzaam tot het begin van de jaren 90. Motorola was in 1964 het eerste Amerikaanse bedrijf dat een afdeling voor Onderzoek & Ontwikkeling opende in Israël.
Als gevolg van het Franse wapenembargo in 1967 zag Israël zich genoodzaakt een binnenlandse militaire industrie te ontwikkelen. Enkele van deze militair georiënteerde bedrijven begonnen met het toepassen van legertechnologie in civiele producten. In de jaren 70 werden deze commerciële innovaties doorontwikkeld, bijvoorbeeld door Scitex met digitale printsystemen en door Elscint met beeldvormend medisch onderzoek.
Geleidelijk aan verschoof in de mondiale computerindustrie de nadruk van hardware (waarin Israël geen comparatief voordeel had) naar softwareproducten (waarbij menselijk kapitaal een grotere rol speelt). Hierdoor werd de positie van Israël op de wereldwijde softwaremarkt versterkt.
In de jaren 90 groeide de hightechindustrie in Israël sterk, wat tot een toename van internationale media-aandacht leidde. De grootschalige immigratiegolf uit de voormalige Sovjet-Unie vergrootte de beschikbare beroepsbevolking. Het sluiten van de Oslo-akkoorden zorgde bovendien voor een verbetering van het investeringsklimaat, waardoor Silicon Wadi kon uitgroeien tot een omvangrijke hightechcluster.